# Agustina Bazterrica
Agustina Bazterrica (* 1974 Buenos Aires) je argentinská spisovatelka. Je známá především svými povídkami a romány, za své dílo získala několik literárních cen. Povídky a poezii publikovala v antologiích, časopisech a novinách. Píše recenze a články pro různá média. Pracuje jako kulturní administrátorka a organizátorka literárních soutěží, například Premio Fondo Nacional de las Artes. 

## Život a dílo
Vystudovala umění na Univerzitě v Buenos Aires. Získala první městskou cenu města Buenos Aires za nepublikovaný příběh 2004/5, první cenu v XXXVIII. soutěži latinskoamerických příběhů Edmundo Valadés (Puebla, Mexiko, 2009). V roce 2017 obdržela cenu Premio Clarín de Novela za román Cadáver exquisito. Román byl adaptován pro televizní seriál.
V roce 2013 vydala román Matar a la niña. V roce 2016 vyšla kniha povídek Antes del encuentro feroz (cuentos), román Cadáver exquisito byl vydán v roce 2017 a v roce 2020 vyšla kniha povídek Diecinueve garras y un pájaro oscuro (cuentos). V roce 2023 vydala autorka román Las indignas.
V letech 2015 až 2020 byla manažerkou a kulturní kurátorkou umělecké série Siga al Conejo Blanco (Follow the White Rabbit). Koordinuje workshopy čtení a psaní s Agustinou Caride.

## Česky vydané knihy
- Znamenitá mrtvola, 2022 (Cadáver exquisito, 2017) [11]
- Devatenáct pařátů a jeden temný pták, 2023 (Diecinueve garras y un pájaro oscuro, 2020)[12]